# Bruce Kessler
Bruce Kessler (n. 23 martie 1936, Seattle, Washington, SUA – d. 4 aprilie 2024, Marina del Rey⁠(d), Comitatul Los Angeles, California, SUA) a fost un pilot de curse auto american care a evoluat în Campionatul Mondial de Formula 1 în sezonul 1958.